# 만화천
만화천(萬化川)은 부산광역시 기장군 기장읍에서 발원하여 동류하다가 부산광역시 기장군 기장읍의 신천천으로 흘러드는 강이다.